# Playa de Las Conchas
La playa de Las Conchas es una de las playas vírgenes que aún quedan en el archipiélago canario, situada al noroeste de la isla de La Graciosa (España).

## Características
Con 610 m de fina arena blanca, es uno de los rincones más visitados por los viajeros que buscan la tranquilidad y la belleza del paisaje.
Como está en pleno océano Atlántico, el oleaje en la playa suele ser fuerte y algo peligroso y es recomendable extremar la precaución al bañarse, ya que no hay ningún puesto de socorrismo.

## Accesos
A unos 5,2 km de distancia del principal núcleo de población de la isla, la Caleta del Sebo, se puede llegar a ella caminando, en bicicleta o en taxi.

## Imágenes

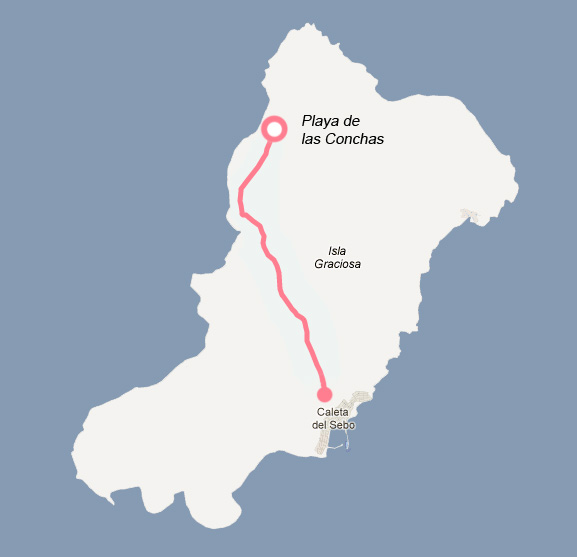
Mapa de situación.
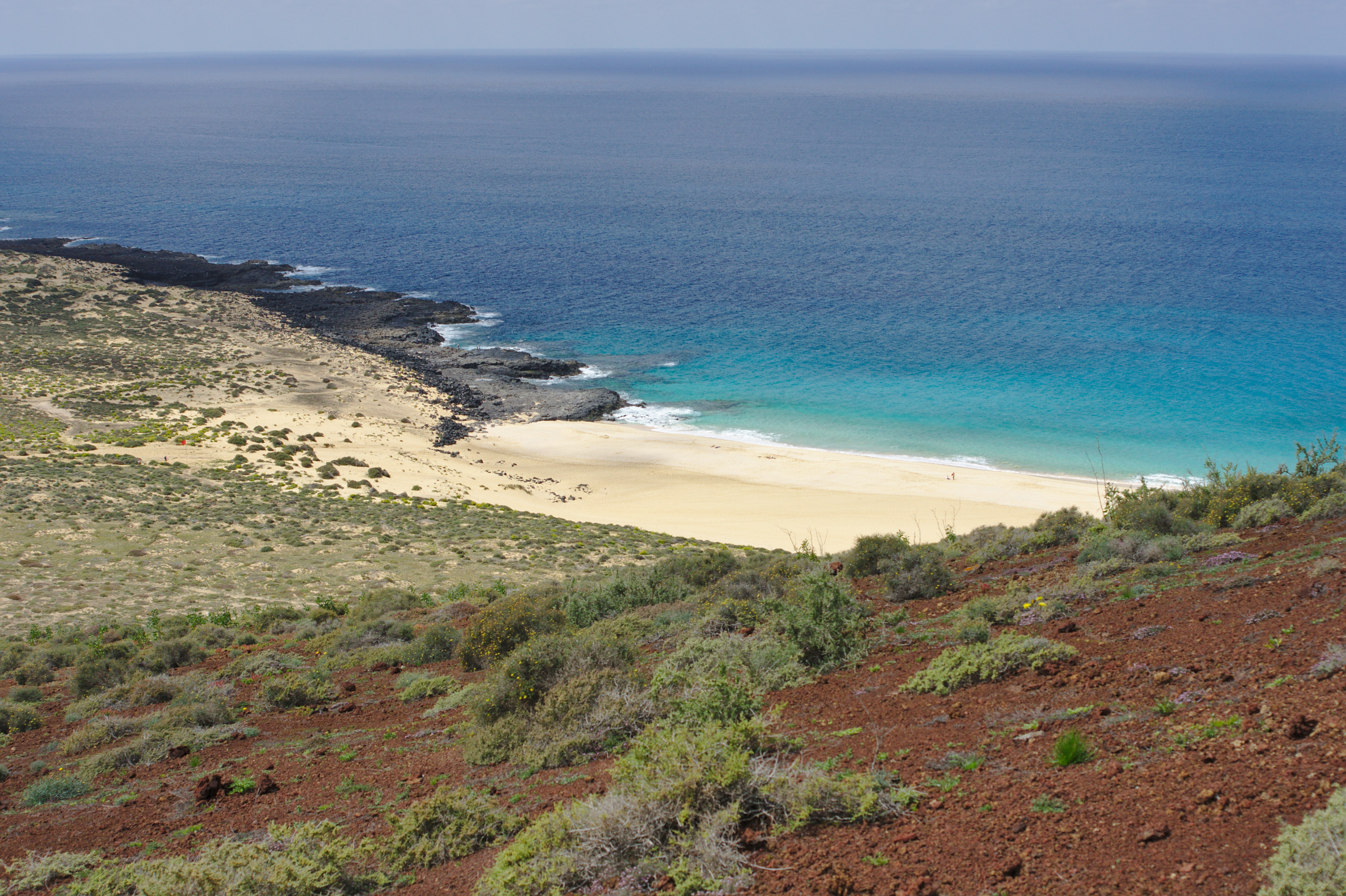
Vista desde Montaña Bermeja.
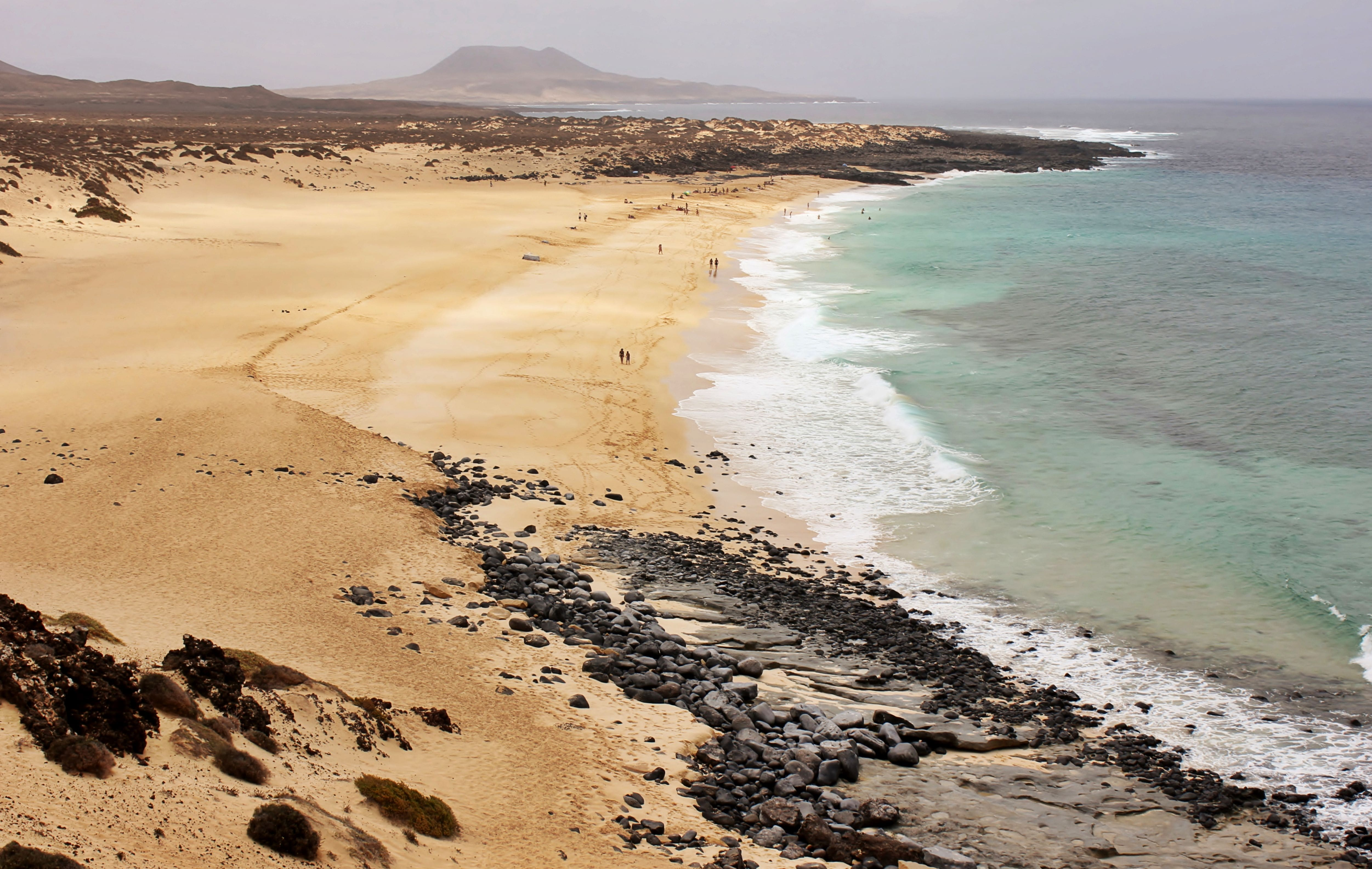
Vista de la playa.